# Lomonosovský rajón

Lomonosovský rajón na mapě Leningradské oblasti

Lomonosovský rajón (rusky Ломоносовский район) je jedním z rajónů Leningradské oblasti v západní části Ruska. Jeho administrativním centrem je město Lomonosov, ačkoliv není součástí Leningradské oblasti. Hraničí s Kingiseppským rajónem na západě, Volosovským a Gatčinským na jihu a Petrohradem na východě. Na severu jej omývá Finský záliv.
Rajón byl založen v roce 1927. K roku 2010 má rozlohu 1919,1 km2 a 67 800 obyvatel.